# چویفکا
چویفکا (به لاتین: Chuyevka) یک منطقهٔ مسکونی در روسیه است که در استان آمور واقع شده‌است.